# 三浦高通
三浦 高通（みうら たかみち）は、南北朝時代の武将。相模三浦氏の当主。室町幕府の相模守護。官位は相模介（三浦介）。

## 生涯
後に室町幕府の侍所頭人を務める三浦介三浦高継の子として生まれる。
高継が侍所頭人であった建武4年（1337年）4月20日に高通は左衛門少尉に任ぜられている。
暦応元年（1338年）1月に美濃国で行われた青野原の戦いでは幕府軍の武将として父高継とともに参戦し、天皇方の北畠顕家と戦っている。
翌暦応2年（1339年）5月17日に高継が亡くなると、家督と三浦介を継ぎ、京を離れて自らの所領がある相模国三浦郡に戻って鎌倉公方足利義詮に仕えるようになる。
観応2年（1351年）10月までには相模守護に任じられていたが、観応の擾乱が広がりを見せる中で同年に上杉憲顕が足利直義派として挙兵するとそれに加担し、しばらくして守護を解任されている。
薩埵峠の戦いの後に将軍足利尊氏に降伏すると、所領の多くを没収された。
文和元年（1352年）閏2月の武蔵野合戦では挙兵した新田義興、脇屋義治、北条時行による鎌倉攻めに加担して彼らとともに一時的に鎌倉を占領するが、翌3月には鎌倉を放棄することとなり、彼らとは行動をともにせず逃亡した。
しかし、尊氏の死後に上杉憲顕が尊氏の四男で鎌倉公方の足利基氏の下で復権を果たすと、高通も貞治元年（1362年）頃には没収されていた三浦郡の所領を返還され、幕府に復帰している。
貞治3年（1364年）には再び相模守護に任ぜられている。その後、家督と三浦介を高連に譲り、貞治6年（1367年）から永和2年（1376年）の間に亡くなった。